# Jeffrey Shaw
Jeffrey Shaw (* 23. Oktober 1944 in Melbourne) ist ein australischer Medienkünstler. Er zählt zu den Pionieren der Interaktiven Kunst.

## Leben
Shaw wurde als Sohn von polnischen Migranten in Melbourne geboren. Er studierte Architektur und Kunstgeschichte an der Universität Melbourne (1962–64) sowie Bildhauerei an der Accademia di Belle Arti di Brera in Mailand und Skulptur an der St. Martin’s School of Art in London (1964–66).
1966 arbeitete er zusammen mit Sigma Projects in Amsterdam und war anschließend als Mitbegründer der Evenstructure Research Group (1967) mit Theo Botschuijver und Sean Wellesley-Miller und der Artist Placement Group (1968) tätig. Von 1991 bis 2003 war er Gründungsdirektor des Instituts für Bildmedien am Zentrum für Kunst und Medien in Karlsruhe sowie von 1995 bis 2003 Professor für Medienkunst an der Staatlichen Hochschule für Gestaltung Karlsruhe.
Shaw ist Gründungsdirektor des 2002 gegründeten iCinema Research Center in Sydney. Von 2009 bis 2015 war er Dekan der Schule für kreative Medien an der City University in Hongkong. Seit 2010 ist er Stiftungsprofessor für Medienkunst an der City University of Hongkong und unterhält seit 2014 Gastprofessuren an der Central Academy of Fine Art in Peking, am Institut für globale Gesundheitsinnovation des Imperial College in London sowie an der Universität von New South Wales in Sydney.
Jeffrey Shaw lebt und arbeitet in Hongkong.

## Arbeit
Das Œuvre von Shaw umfasst Performances, Skulptur, Videokunst und interaktive Installationen. In den 1960er Jahren fertigte er partizipative Environments, in denen er die Möglichkeiten erkundete, den Betrachter aus seiner passiven Rolle zu befreien und zu einem handelnden Akteur zu machen. Dafür bediente er sich den Prinzipien des Expanded Cinema. In den 1970er Jahren wechselte er zur computerbasierten Kunst und nutzte die Technologie dafür, seine architektonischen Raummodelle zu erweitern. Seit den 1980er Jahren ist die Interaktivität ein charakteristisches Merkmal der Arbeiten Shaws. Er nutzt diese, um neue Narrationsformen zu erforschen und die Bereiche der virtuellen Realität und Immersion zu erkunden.
Als eines der Hauptwerke Shaws gilt die Arbeit The Legible City (Die lesbare Stadt) von 1989. Die Installation besteht aus einem betretbaren Fahrrad und einem großen Bildschirm. Der Besucher kann mithilfe des Rads durch eine virtuelle urbane Landschaft fahren, die sich vor ihm auf dem Bildschirm aus Buchstaben und Texten zusammensetzt; befahrbar sind Manhattan, Amsterdam und Karlsruhe. Die Buchstaben setzen sich zu Wörtern und Sätzen zusammen, die einen historischen oder literarischen Bezug zur jeweiligen Stadt haben. Die Stadterkundung wird somit zur Leseerfahrung, die jeder Betrachter frei für sich gestalten kann.

## Einzelausstellungen (Auswahl)
- 2019: Jeffrey Shaw – Encompassing the Golen Calf 1966>2019, lotsremark projekte, Basel, Schweiz[6]
- 2018: ANiMAL: Art Science Nature Society Exhibition, CityU Exhibition Gallery, Hongkong, China[7]
- 1995: Trigonpersonale – Jeffrey Shaw, Künstlerhaus Graz, Österreich[8]
- 1968: Alpevent, Kunsthalle Bern, Schweiz[9]

## Gruppenausstellungen (Auswahl)
- 2019: Negative Space, ZKM Karlsruhe
- 2002: Future Cinema, ZKM Karlsruhe
- 1992: Bitte berühren, Evangelische Stadtkirche Karlsruhe
- 1970: Art After Plans, Kunsthalle Hamburg[10]

## Auszeichnungen (Auswahl)
- 2020: Distinguished Artist Award for Lifetime Achievement in Digital Art[11]
- 2015: Prix Ars Electronica for Visionary Pioneers of Media Art[12]
- 2005: Oribe Prize, Gifu, Japan
- 2003: Australian Research Council Federation Fellowship

## Publikationen
- mit Peter Weibel: Future Cinema - The Cinematic Imaginary after Film, The MIT Press: Cambridge 2003, ISBN 0-262-69286-4.